# Branded (Isaac Hayes)
Branded è il ventunesimo e ultimo album del musicista soul statunitense Isaac Hayes, pubblicato nel 1995 da Virgin Records. Il disco è pubblicato assieme a Raw & Refined e si classifica tra gli album R&B negli Stati Uniti.
| Recensione | Giudizio |
| ---------- | -------- |
| AllMusic   | [ 1 ]    |

## Tracce
1. Ike's Plea – 1:18
2. Life's Mood – 2:53
3. Fragile – 6:21 (Sting)
4. Life's Mood II – 3:21
5. Summer in the City – 6:55 (John Sebastian, Mark Sebastian, Steve Boone)
6. Let Me Love You – 4:41
7. I'll Do Anything (To Turn You On) – 7:45
8. Thanks to the Fool – 7:40 (Isaac Hayes, David Porter)
9. Branded – 7:02
10. Soulsville – 4:10
11. Hyperbolicsyllabicsesquedalymistic – 12:01 (Hayes, Alvertis Isbell)

## Classifiche settimanali
| Classifica (1995) | Posizione massima |
| ----------------- | ----------------- |
| US R&B Albums     | 75                |